# Zaire en la Copa Mundial de Fútbol de 1974
La Selección de fútbol de Zaire fue uno de los 16 equipos participantes de la Copa Mundial de Fútbol de 1974, que se realizó en Alemania Federal.

## Historia

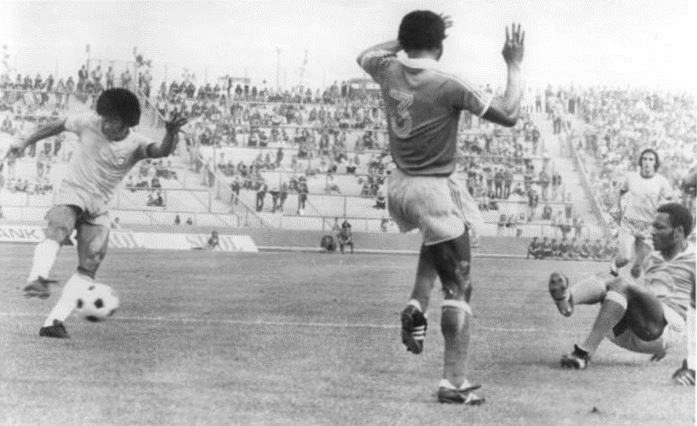
Zaire vs en el mundial de Alemania 1974.

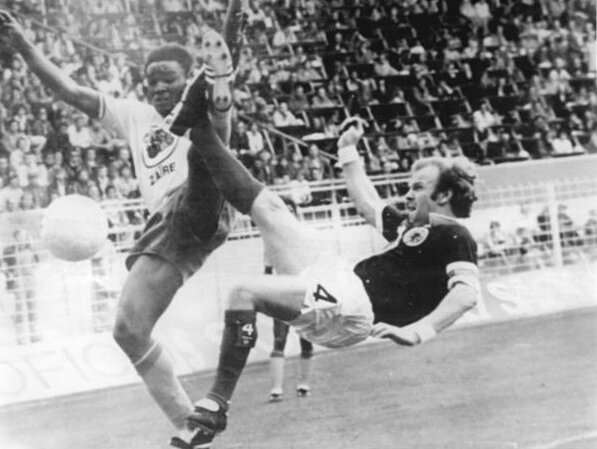
Zaire vs en el mundial de Alemania 1974.

Obtuvo la clasificación a Alemania Federal 1974 al superar la fase eliminatoria y quedar primero en el grupo final de clasificación superando a Zambia y a Marruecos, clasificando por primera vez a la Copa Mundial de Fútbol
Aunque tuvo un mundial pésimo, con tres derrotas, 14 goles en contra y ninguno a favor, su participación se marca como un hito ya que es el primer seleccionado africano subsahariano en clasificar a un mundial de fútbol.

## Clasificación

### Fase Eliminatoria

#### Primera fase
| Fecha               | Lugar    | Partido | Partido | Partido | Partido | Partido |
| ------------------- | -------- | ------- | ------- | ------- | ------- | ------- |
| 6 de junio de 1972  | Lomé     | Togo    |         | 0:0     |         | Zaire   |
| 20 de junio de 1972 | Kinshasa | Zaire   |         | 4:0     |         | Togo    |
| Zaire pasó de ronda |          |         |         |         |         |         |

#### Segunda fase
| Fecha                                                                                             | Lugar    | Partido | Partido | Partido | Partido | Partido |
| ------------------------------------------------------------------------------------------------- | -------- | ------- | ------- | ------- | ------- | ------- |
| 4 de febrero de 1973                                                                              | Douala   | Camerún |         | 0:1     |         | Zaire   |
| 25 de febrero de 1973                                                                             | Kinshasa | Zaire   |         | 0:1     |         | Camerún |
| El resultado total quedó empatado e hizo falta jugar un partido de desempate, disputado en Zaire. |          |         |         |         |         |         |
| 27 de febrero de 1973                                                                             | Kinshasa | Zaire   |         | 2:0     |         | Camerún |
| Zaire pasó de ronda                                                                               |          |         |         |         |         |         |

#### Tercera fase
| Fecha                | Lugar    | Partido | Partido | Partido | Partido | Partido |
| -------------------- | -------- | ------- | ------- | ------- | ------- | ------- |
| 5 de agosto de 1973  | Acra     | Ghana   |         | 1:0     |         | Zaire   |
| 19 de agosto de 1973 | Kinshasa | Zaire   |         | 4:1     |         | Ghana   |
| Zaire pasó de ronda  |          |         |         |         |         |         |

### Fase final
| Equipo    | Pts | PJ | PG | PE | PP | GF | GC | Dif |
| --------- | --- | -- | -- | -- | -- | -- | -- | --- |
| Zaire     | 8   | 4  | 4  | 0  | 0  | 9  | 1  | 8   |
| Zambia    | 2   | 4  | 1  | 0  | 3  | 5  | 6  | -1  |
| Marruecos | 2   | 4  | 1  | 0  | 3  | 2  | 9  | -7  |

| Fecha                   | Lugar    | Partido   | Partido | Partido | Partido | Partido   |
| ----------------------- | -------- | --------- | ------- | ------- | ------- | --------- |
| 4 de noviembre de 1973  | Lusaka   | Zambia    |         | 0:2     |         | Zaire     |
| 18 de noviembre de 1973 | Kinshasa | Zaire     |         | 2:1     |         | Zambia    |
| 9 de diciembre de 1973  | Kinshasa | Zaire     |         | 3:0     |         | Marruecos |
| 23 de diciembre de 1973 | Tetuán   | Marruecos |         | 0:2     |         | Zaire     |

## Jugadores
Estos son los 22 jugadores convocados para el torneo:

## Participación

### Grupo 2
| Equipo     | Pts | PJ | PG | PE | PP | GF | GC | Dif |
| ---------- | --- | -- | -- | -- | -- | -- | -- | --- |
| Yugoslavia | 4   | 3  | 1  | 2  | 0  | 10 | 1  | 9   |
| Brasil     | 4   | 3  | 1  | 2  | 0  | 3  | 0  | 3   |
| Escocia    | 4   | 3  | 1  | 2  | 0  | 3  | 1  | 2   |
| Zaire      | 0   | 3  | 0  | 0  | 3  | 0  | 14 | -14 |

#### Contra Escocia
| 14 de junio de 1974, 19:30 | Zaire | 0:2 (0:2) | Escocia                  | Westfalenstadion, Dortmund                                                 |                                                                            |
|                            |       | Reporte   | Lorimer 26' · Jordan 34' | Asistencia: 25 000 espectadores Árbitro(s): Gerhard Schulenburg (Alemania) | Asistencia: 25 000 espectadores Árbitro(s): Gerhard Schulenburg (Alemania) |

| 1  | PO | Kazadi Mwamba   |     |
| 2  | DF | Mwepu Ilunga    |     |
| 3  | DF | Mwanza Mukombo  |     |
| 4  | DF | Bwanga Tshimen  |     |
| 5  | DF | Lobilo Boba     |     |
| 6  | MC | Kilasu Massamba |     |
| 8  | MC | Mana Mamuwene   |     |
| 10 | MC | Kidumu Mantantu | 78' |
| 13 | MC | Ndaye Mulamba   |     |
| 14 | DE | Mayanga Maku    | 64' |
| 21 | DE | Kakoko Etepé    |     |
| DT | DT | Blagoje Vidinić |     |

| 1  | PO | David Harvey   |     |
| 2  | DF | Sandy Jardine  |     |
| 3  | DF | Danny McGrain  |     |
| 5  | DF | Jim Holton     |     |
| 6  | DF | John Blackley  |     |
| 4  | MC | Billy Bremner  |     |
| 10 | MC | David Hay      |     |
| 8  | DE | Kenny Dalglish | 75' |
| 9  | DE | Joe Jordan     |     |
| 11 | DE | Peter Lorimer  |     |
| 19 | DE | Denis Law      |     |
| DT | DT | Willie Ormond  |     |

| 15 | DE | Kibonge Mafu    | 64' |
| 9  | MC | Kembo Uba Kembo | 78' |

| 18 | DE | Tommy Hutchison | 75' |

|  |

| Anotado | 26' | Peter Lorimer |
| Anotado | 34' | Joe Jordan    |

| Amonestado | 40' | Kidumu Mantantu |

| Amonestado | 48' | Jim Holton |

| Árbitro             | Gerhard Schulenburg  |
| Árbitros asistentes | Tony Boskovic        |
| Árbitros asistentes | Hans-Joachim Weyland |

| 1  | PO | Kazadi Mwamba   |     |
| 2  | DF | Mwepu Ilunga    |     |
| 3  | DF | Mwanza Mukombo  |     |
| 4  | DF | Bwanga Tshimen  |     |
| 5  | DF | Lobilo Boba     |     |
| 6  | MC | Kilasu Massamba |     |
| 8  | MC | Mana Mamuwene   |     |
| 10 | MC | Kidumu Mantantu | 78' |
| 13 | MC | Ndaye Mulamba   |     |
| 14 | DE | Mayanga Maku    | 64' |
| 21 | DE | Kakoko Etepé    |     |
| DT | DT | Blagoje Vidinić |     |

| 1  | PO | David Harvey   |     |
| 2  | DF | Sandy Jardine  |     |
| 3  | DF | Danny McGrain  |     |
| 5  | DF | Jim Holton     |     |
| 6  | DF | John Blackley  |     |
| 4  | MC | Billy Bremner  |     |
| 10 | MC | David Hay      |     |
| 8  | DE | Kenny Dalglish | 75' |
| 9  | DE | Joe Jordan     |     |
| 11 | DE | Peter Lorimer  |     |
| 19 | DE | Denis Law      |     |
| DT | DT | Willie Ormond  |     |

| 15 | DE | Kibonge Mafu    | 64' |
| 9  | MC | Kembo Uba Kembo | 78' |

| 18 | DE | Tommy Hutchison | 75' |

|  |

| Anotado | 26' | Peter Lorimer |
| Anotado | 34' | Joe Jordan    |

| Amonestado | 40' | Kidumu Mantantu |

| Amonestado | 48' | Jim Holton |

| Árbitro             | Gerhard Schulenburg  |
| Árbitros asistentes | Tony Boskovic        |
| Árbitros asistentes | Hans-Joachim Weyland |

#### Contra Yugoslavia
| 18 de junio de 1974, 19:30 | Yugoslavia                                                                                                 | 9:0 (6:0) | Zaire | Parkstadion, Gelsenkirchen                                          |                                                                     |
|                            | Bajević 8', 30', 81' · Džajić 14' · Šurjak 18' · Katalinski 22' · Bogićević 35' · Oblak 61' · Petković 65' | Reporte   |       | Asistencia: 20 000 espectadores Árbitro(s): Omar Delgado (Colombia) | Asistencia: 20 000 espectadores Árbitro(s): Omar Delgado (Colombia) |

| 1  | PO | Enver Marić         |
| 2  | DF | Ivan Buljan         |
| 3  | DF | Enver Hadžiabdić    |
| 5  | DF | Josip Katalinski    |
| 6  | DF | Vladislav Bogićević |
| 7  | MC | Ilija Petković      |
| 8  | MC | Branko Oblak        |
| 10 | MC | Jovan Aćimović      |
| 9  | DE | Ivica Šurjak        |
| 11 | DE | Dragan Džajić       |
| 19 | DE | Dušan Bajević       |
| DT | DT | Miljan Miljanić     |

| 1  | PO | Kazadi Mwamba   | 21' |
| 2  | DF | Mwepu Ilunga    |     |
| 3  | DF | Mwanza Mukombo  |     |
| 4  | DF | Bwanga Tshimen  |     |
| 5  | DF | Lobilo Boba     |     |
| 6  | MC | Kilasu Massamba |     |
| 8  | MC | Mana Mamuwene   |     |
| 9  | MC | Kembo Uba Kembo |     |
| 11 | MC | Kidumu Mantantu |     |
| 13 | MC | Ndaye Mulamba   |     |
| 21 | DE | Kakoko Etepé    | 45' |
| DT | DT | Blagoje Vidinić |     |

| 12 | PO | Tubilandu Ndimbi | 21' |
| 14 | DE | Mayanga Maku     | 45' |

| Anotado | 7'  | Dušan Bajević       |
| Anotado | 13' | Dragan Džajić       |
| Anotado | 18' | Ivica Šurjak        |
| Anotado | 21' | Josip Katalinski    |
| Anotado | 29' | Dušan Bajević       |
| Anotado | 34' | Vladislav Bogićević |
| Anotado | 60' | Branko Oblak        |
| Anotado | 63' | Ilija Petković      |
| Anotado | 70' | Dušan Bajević       |

| Amonestado | 54' | Enver Hadžiabdić |

| Expulsado | 22' | Ndaye Mulamba |

| Árbitro             | Omar Delgado      |
| Árbitros asistentes | Vicente Llobregat |
| Árbitros asistentes | Ramón Barreto     |

| 1  | PO | Enver Marić         |
| 2  | DF | Ivan Buljan         |
| 3  | DF | Enver Hadžiabdić    |
| 5  | DF | Josip Katalinski    |
| 6  | DF | Vladislav Bogićević |
| 7  | MC | Ilija Petković      |
| 8  | MC | Branko Oblak        |
| 10 | MC | Jovan Aćimović      |
| 9  | DE | Ivica Šurjak        |
| 11 | DE | Dragan Džajić       |
| 19 | DE | Dušan Bajević       |
| DT | DT | Miljan Miljanić     |

| 1  | PO | Kazadi Mwamba   | 21' |
| 2  | DF | Mwepu Ilunga    |     |
| 3  | DF | Mwanza Mukombo  |     |
| 4  | DF | Bwanga Tshimen  |     |
| 5  | DF | Lobilo Boba     |     |
| 6  | MC | Kilasu Massamba |     |
| 8  | MC | Mana Mamuwene   |     |
| 9  | MC | Kembo Uba Kembo |     |
| 11 | MC | Kidumu Mantantu |     |
| 13 | MC | Ndaye Mulamba   |     |
| 21 | DE | Kakoko Etepé    | 45' |
| DT | DT | Blagoje Vidinić |     |

| 12 | PO | Tubilandu Ndimbi | 21' |
| 14 | DE | Mayanga Maku     | 45' |

| Anotado | 7'  | Dušan Bajević       |
| Anotado | 13' | Dragan Džajić       |
| Anotado | 18' | Ivica Šurjak        |
| Anotado | 21' | Josip Katalinski    |
| Anotado | 29' | Dušan Bajević       |
| Anotado | 34' | Vladislav Bogićević |
| Anotado | 60' | Branko Oblak        |
| Anotado | 63' | Ilija Petković      |
| Anotado | 70' | Dušan Bajević       |

| Amonestado | 54' | Enver Hadžiabdić |

| Expulsado | 22' | Ndaye Mulamba |

| Árbitro             | Omar Delgado      |
| Árbitros asistentes | Vicente Llobregat |
| Árbitros asistentes | Ramón Barreto     |

#### Contra Brasil
| 22 de junio de 1974, 16:00 | Zaire | 0:3 (0:1) | Brasil                                        | Waldstadion, Fráncfort                                               |                                                                      |
|                            |       | Reporte   | Jairzinho 12' · Rivellino 66' · Valdomiro 79' | Asistencia: 35 000 espectadores Árbitro(s): Nicolae Rainea (Rumania) | Asistencia: 35 000 espectadores Árbitro(s): Nicolae Rainea (Rumania) |

| 1  | PO | Kazadi Mwamba       |     |
| 2  | DF | Mwepu Ilunga        |     |
| 3  | DF | Mwanza Mukombo      |     |
| 4  | DF | Bwanga Tshimen      |     |
| 5  | DF | Lobilo Boba         |     |
| 7  | MC | Tshinabu Wa Munda   | 62' |
| 8  | MC | Mana Mamuwene       |     |
| 10 | MC | Kidumu Mantantu     | 81' |
| 15 | MC | Kibonge Mafu        |     |
| 14 | DE | Mayanga Maku        |     |
| 20 | DE | Jean Kalala N'Tumba |     |
| DT | DT | Blagoje Vidinić     |     |

| 1  | PO | Emerson Leão           |     |
| 2  | DF | Luís Pereira           |     |
| 3  | DF | Marinho Peres          |     |
| 5  | DF | Piazza                 | 70' |
| 6  | DF | Marinho Chagas         |     |
| 14 | DF | Nelinho                |     |
| 10 | MC | Roberto Rivelino       |     |
| 17 | MC | Paulo César Carpegiani |     |
| 7  | DE | Jairzinho              |     |
| 8  | DE | Leivinha               | 19' |
| 20 | DE | Edu                    |     |
| DT | DT | Mário Zagallo          |     |

| 9 | MC | Kembo Uba Kembo | 62' |
| 6 | MC | Kilasu Massamba | 81' |

| 13 | DE | Valdomiro  | 19' |
| 19 | DF | Mirandinha | 70' |

| Anotado | 12' | Jairzinho        |
| Anotado | 66' | Roberto Rivelino |
| Anotado | 79' | Valdomiro        |

| Amonestado | 78' | Mwepu Ilunga |

| Amonestado | 77' | Mirandinha |

| Árbitro             | Nicolae Rainea   |
| Árbitros asistentes | Aurelio Angonese |
| Árbitros asistentes | Klaus Ohmsen     |

| 1  | PO | Kazadi Mwamba       |     |
| 2  | DF | Mwepu Ilunga        |     |
| 3  | DF | Mwanza Mukombo      |     |
| 4  | DF | Bwanga Tshimen      |     |
| 5  | DF | Lobilo Boba         |     |
| 7  | MC | Tshinabu Wa Munda   | 62' |
| 8  | MC | Mana Mamuwene       |     |
| 10 | MC | Kidumu Mantantu     | 81' |
| 15 | MC | Kibonge Mafu        |     |
| 14 | DE | Mayanga Maku        |     |
| 20 | DE | Jean Kalala N'Tumba |     |
| DT | DT | Blagoje Vidinić     |     |

| 1  | PO | Emerson Leão           |     |
| 2  | DF | Luís Pereira           |     |
| 3  | DF | Marinho Peres          |     |
| 5  | DF | Piazza                 | 70' |
| 6  | DF | Marinho Chagas         |     |
| 14 | DF | Nelinho                |     |
| 10 | MC | Roberto Rivelino       |     |
| 17 | MC | Paulo César Carpegiani |     |
| 7  | DE | Jairzinho              |     |
| 8  | DE | Leivinha               | 19' |
| 20 | DE | Edu                    |     |
| DT | DT | Mário Zagallo          |     |

| 9 | MC | Kembo Uba Kembo | 62' |
| 6 | MC | Kilasu Massamba | 81' |

| 13 | DE | Valdomiro  | 19' |
| 19 | DF | Mirandinha | 70' |

| Anotado | 12' | Jairzinho        |
| Anotado | 66' | Roberto Rivelino |
| Anotado | 79' | Valdomiro        |

| Amonestado | 78' | Mwepu Ilunga |

| Amonestado | 77' | Mirandinha |

| Árbitro             | Nicolae Rainea   |
| Árbitros asistentes | Aurelio Angonese |
| Árbitros asistentes | Klaus Ohmsen     |